# سوزوکی موتونوبو
سوزوکی موتونوبو (به ژاپنی: 鈴木元信 Suzuki Motonobu); ۱ ژانویهٔ ۱۵۵۵ – ۱ ژانویهٔ ۱۶۲۰) یک سامورایی ژاپنی از دوره سنگوکو تا اوایل دوره ادو بود. او که یک تاجر سابق بود، مشغول مطالعه مراسم چای در کیوتو بود که توسط داته ماسامونه استخدام شد. همچنین به عنوان شیچی رومئمون (七右衛門 Shichirōemon) شناخته می‌شود.